# Renate Habinger
Renate Habinger (* 11. August 1957 in St. Pölten) ist eine österreichische Grafikerin und Bilderbuch-Illustratorin.

## Leben
Renate Habinger studierte von 1971 bis 1975 Grafik-Design an der Höheren Graphischen Bundes-Lehr- und Versuchsanstalt und arbeitet seither als freischaffende Künstlerin. 1997 richtete sie sich in Oberndorf an der Melk eine Papierwerkstatt, das „Schneiderhäusl“, ein und bietet dort seither Workshops in Papierschöpfen für Kinder, Jugendliche und Erwachsene an. Seit 2008 findet dort jährlich die Sommerschule für Kinderbuchillustration statt. Am 10. August 2013 wurde das Kinderbuchhaus im Schneiderhäusl eröffnet. 2019 wurde dem Kinderbuchhaus im Schneiderhäusl der Sonderpreis des Niederösterreichischen Kulturpreises (Anerkennungspreis) zuerkannt.

## Auszeichnungen (Auswahl)
- 1993: Schönstes Buch Österreichs für Meistererzählungen von Hans Christian Andersen
- 2000: Illustrationspreis beim Österreichischen Kinder- und Jugendbuchpreis für Es war einmal von A bis Zett (von Linda Wolfsgruber)
- 2000: LUCHS 159 für Es war einmal von A bis Zett
- 2004: Nominierung zum Deutschen Jugendliteraturpreis für Neun nackte Nilpferddamen (von Gerda Anger-Schmidt)
- 2005: Nominierung zu LESERstimmen für Neun nackte Nilpferddamen (von Gerda Anger-Schmidt)
- 2005: Illustrationspreis beim Kinderbuchpreis der Stadt Wien für Unser König trug nie eine Krone (von Gerda Anger-Schmidt)
- 2006: Mira-Lobe-Stipendium
- 2007: Österreichischer Staatspreis für Kinder- und Jugendliteratur für Gaggalagu (zus. mit Michael Stavarič)
- 2009: Österreichischer Staatspreis für Kinder- und Jugendliteratur für Biebu (zus. mit Michael Stavarič)
- 2012: Nominierung zum Hans Christian Andersen Award für ihr Gesamtwerk
- 2012: Österreichischer Staatspreis für Kinder- und Jugendliteratur für Hier gibt es Löwen (zus. mit Michael Stavarič)
- 2020: Österreichischer Kunstpreis für Kinder- und Jugendliteratur

## Werke (Auswahl)
- Alter John, Text: Peter Härtling, 1981
- Heile, heile wundes Knie, Text: Gerda Anger-Schmidt, 1988
- Wer kommt mit auf den Federnball?, Text: Gerda Anger-Schmidt, 1992
- Glück gehabt! denkt das Hängebauchschwein, Text: Gerda Anger-Schmidt, 1993
- Es war einmal von A bis Zett, zus. mit Linda Wolfsgruber, 2000
- Sauberzahntiger, Text: Edith Schreiber-Wicke, 2002
- Springt ein Schwein vom Trampolin, Text: Gerda Anger-Schmidt, 2002
- Neun nackte Nilpferddamen. Aller Unsinn macht Spaß, Text: Gerda Anger-Schmidt, 2003
- Probier Papier. Die vielen Seiten von Papier, ZOOM Kindermuseum, 2003
- Vom natürlichen Umgang mit der Zeit, Text: Friederun Pleterski, 1999
- Vom Luxus des Einfachen, Text: Friederun Pleterski, 2000
- My Home, my Paradise, Text: Thomas Hofmann, 2002
- Augentrost und Teufelskralle. Ein Herbarium besonderer Art, Text: Rudi Palla, 2003
- Gaggalagu, Text: Michael Stavarič, 2006
- 1, 2, 3 dann reite ich durch den ganzen Himmel, zus. mit Linda Wolfsgruber, Text: Vera Ferra-Mikura, 2007
- Biebu. Mein Bienen- und Blümchenbuch, Text: Michael Stavarič, 2008
- Simsalabimbambasaladusaladim. Nilpferdwalzer, Zungenschnalzer und viele andere Lieder, zus. mit Gerda Anger-Schmidt und Susanna Heilmayr, 2008
- Das Buch, gegen das kein Kraut gewachsen ist, Text: Gerda Anger-Schmidt, 2010
- Hier gibt es Löwen, Text: Michael Stavarič, 2011
- Lin, die Elfte aus der Feuerbohne, Illustrationen von Barbara Schwarz, Text: Renate Habinger, 2011
- Wenn Pinguine Tango tanzen, Text: Susanne Vettinger, 2011
- Schlaf jetzt, kleines Kamel, Text: Hubert Gaisbauer, 2012
- Nicht schon wieder, stöhnt das Grubenpony und macht sich auf den Weg. Tyrolia, Innsbruck-Wien 2018, ISBN 978-3-7022-3697-7
- Ich brauche ein Buch, denkt Rotto und macht sich auf den Weg. Tyrolia, Innsbruck-Wien 2019, ISBN 978-3-7022-3799-8